# انزلاق مشاش رأس الفخذ
انزلاق مشاش رأس الفخذ (SCFE أو انزلاق المشاش العلوي للفخذ SUFE) هو مصطلح طبي يشير إلى كسر في الصفيحة المشاشية ما يؤدي إلى انزلاق الطرف العلوي للعظم (الكردوس).
يجب أن يتوضع رأس الفخذ أو الجزء الرأسي من عظم الفخذ عادةً بشكل مباشر على عنق الفخذ وإن الحركة غير الطبيعية في الصفيحة المشاشية تؤدي إلى الانزلاق. إن مصطلح انزلاق مشاش رأس الفخذ في الحقيقة هو مصطلح خاطئ وذلك لأن المشاشة (الجزء الانتهائي من العظم) تبقى على وضعها التشريحي الطبيعي في جوف الحق (الجوف الوركي) بسبب نقرة رأس عظم الفخذ. المشاشة في الحقيقة (الجزء العنقي من العظم) هي التي تنزلق في اتجاه أمامي مع دوران خارجي.
SCFE هو الاضطراب الوركي الأكثر شيوعاً في مرحلة المراهقة وعادةً ما تسبب الإصابة به ألمًا إربيًا في الجهة المصابة ولكنه قد يسبب أحياناً ألماً في الركبة أو الفخذ. واحدة من أصل خمس حالات يحصل فيها إصابة ثنائية الجانب ما يؤدي إلى ألم على جانبي الجسم. تحدث الإصابة بانزلاق مشاش رأس الفخذ بشكل أكثر شيوعاً لدى الذكور المراهقين وخاصة الذكور الشباب السود بالرغم من أنه يصيب الإناث أيضاً. وفي حين أنه يمكن أن يصيب أي طفل فإن البدانة الطفلية هي من أهم عوامل الخطورة. تتضمن الأعراض ألمًا متدرج الشدة في الركبة والفخذ مع عرج مؤلم وتصبح حركة الورك محدودة بشكل خاص الدوران الداخلي. يسبب الجري وغيره من النشاطات الشاقة للساقين حركة غير طبيعية في الوركين ما قد يؤدي إلى تفاقم الحالة والألم، كما أن التمدد يكون محدودًا للغاية.

## الأعراض والعلامات
عادة ما يسبب التهاب مشاش رأس الفخذ ألمًا إربيًا ولكنه قد يسبب ألماً في الفخذ والركبة أيضاً لأن الألم قد يصبح ارتجاعيًا على طول العصب السادس  وقد يحدث الألم على جانبي الجسم (بشكل ثنائي) إذ إن ما يصل إلى 40% من الحالات تنطوي على انزلاق في كلا الجانبين. عادةً ما تحدث الإصابة الثانية في الجانب المخالف للجانب الذي أصيب أول مرة وعادةً ما تحدث بعد عام من الإصابة الأولى. يشتمل نحو 20% من الحالات على إصابة ثنائية الجانب لحظة عرض الشكاية على الطبيب.
تشمل علامات الإصابة مشية متهادية وانخفاض مجال الحركة في العطف والتبعيد والدوران الداخلي. قد يفضل الشخص المصاب الحفاظ على الورك في وضعية الدوران الخارجي مع العطف.

### المضاعفات
قد يؤدي الفشل في علاج الإصابة بانزلاق مشاش رأس الفخذ إلى تموت الأنسجة العظمية في رأس الفخذ (نخرة الأوعية الدموية) والإصابة بأمراض الورك التنكسية (الفصال العظمي الوركي) بالإضافة إلى تشوهات المشية والألم المزمن. كما ترتبط الإصابة بانزلاق المشاش العلوي للفخذ بزيادة احتمال حصول التهاب في مفصل الورك في وقت لاحق من الحياة.  17-47 % من الحالات الحادة لل SCFE تؤدي إلى حصول تموت في الأنسجة العظمية (تنخر العظم).

## المسببات
يحدث انزلاق مشاش رأس الفخذ بشكل عام نتيجة تطبيق قوة زائدة على المشاش أو انخفاض المقاومة في صفيحة النمو، تعد السمنة إلى حد بعيد عامل الخطر الأكثر أهمية. نظرت دراسة أجريت في اسكتلندا في وزن 600000 رضيع وتابعتهم لاستكشاف من منهم سيصاب بانزلاق مشاش رأس الفخذ وحددت هذه الدراسة أن الأطفال الذين يعانون من السمنة المفرطة معرضون للإصابة أكثر بعشرين مرة من الأطفال النحيلين وهناك تناسب طردي بين زيادة الوزن وزيادة الخطورة إذ في 65% من الحالات يكون وزن المريض فوق ال 95 من الخط المئوي للوزن. قد تسهم أمراض الغدد الصماء أيضاً (على الرغم من كونها أقل خطورة من السمنة) مثل قصور الغدة الدرقية وقصور الغدة النخامية والحثل العظمي الكلوي.
قد لا يوجد في بعض الأحيان سبب واحد محدد للإصابة وقد تلعب عدة عوامل دوراً في تطورها أي العوامل الميكانيكية وعوامل الغدد الصماء (المرتبطة بالهرمونات). كما قد تؤدي التغيرات الهيكلية أيضًا إلى جعل الشخص معرضاً لخطر الإصابة بما في ذلك الارتداد الفخذي أو الحقي وقد تكون هذه الأعراض مجرد تظاهرات هيكلية مزمنة لسمنة الأطفال.

## الفيزيولوجيا المرضية
إن انزلاق مشاش رأس الفخذ هو كسر سالتر هاريس من النوع الأول أي كسر في صفيحة النمو. يسبب الإجهاد حول الورك تطبيق قوة شادة على لوحة النمو. وفي حين أن الصدمة لها دور في ظهور الكسر إلا أنه غالباً ما يوجد ضعف جوهري في غضروف النمو. تشير الإصابة الحصرية بانزلاق مشاش الفخذ العلوي خلال شبة النمو إلى دور هرموني. وتعتبر البدانة عامل رئيسي آخر في تطور الإصابة.
يحدث الكسر في المنطقة المتضخمة لغضروف النمو، يؤدي الإجهاد المطبق على الورك إلى تحرك صفيحة النمو إلى الخلف والأنسي. بالاتفاق، يتم وصف الموضع والمحاذاة في انزلاق مشاش رأس الفخذ بالإشارة إلى علاقة الجزء القريب (المشاش الفخذي الرأسي) بالجزء البعيد الطبيعي (عنق الفخذ). وبما أن غضروف النمو لم يتعظم بعد فإن الإمداد الدموي الكلي لا زال عن طريق عنق الفخذ ومع ذلك ففي وقت لاحق من الطفولة فإن التروية الدموية تضعف وتقل تدريجياً حتى تنعدم بعد حصول الكسر. يؤدي التلاعب بالكسر إلى تنخر العظم واحتشاء حاد في الغضروف المفصلي (تحلل غضروفي) بسبب ضعف التروية الدموية.

## التشخيص
يحصل التشخيص نتيجة الشك السريري والتحقق الشعاعي. يعاني الأطفال المصابون من ضعف في مجال حركتهم وغالباً ما يكونون غير قادرين على إتمام انحناء الورك أو تدوير الورك بالكامل داخلياً. 20 إلى 50% من المصابين لا يشخصون أو يشخصون بشكل خاطئ عند قدومهم إلى الطبيب لأول مرة. كما قد يتم تجاهل الإصابة في البداية لأنها تتظاهر بألم في الركبة ارتجاعي عن الورك ويتم فحص الركبة وتكون طبيعية.
يتطلب التشخيص صورة أمامية خلفية وصورة وحشية بوضعية ساق الضفدع بالأشعة السينية. يشبه مظهر رأس الفخذ بالنسبة إلى العمود المخروطي مظهر «مخروط البوظة الذائب» المرئي بخط كلاين.

### التصنيف
- نموذجي/غير نموذجي
- تصنيف لودر
  - مستقر
  - غير مستقر، تعريفه العملي ألا يكون المريض قادرًا على الحركة حتى بوجود عكازات.[7]

- زمنيا
  - حادة
  - مزمنة
  - إصابة حادة على أرضية إصابة مزمنة

- شعاعياً
  - الدرجة الأولى: انزلاق بدرجة 0-33%
  - الدرجة الثانية: انزلاق بدرجة 34-50%
  - الدرجة الثالثة: انزلاق بدرجة أكثر من 50%

## العلاج
يمكن علاج الإصابة من خلال التثبيت الخارجي في الموقع أو الإرجاع المفتوح مع التثبيت. استشارة جراح عظمية ضرورية لاصطلاح هذه الإصابة. لا يُنصح بإجراء تثبيت وقائي في الجانب غير المصاب ولكن قد يكون هذا ضرورياً في حال كان احتمال حصول إصابة في الجانب الآخر عالية.
بمجرد الاشتباه بالإصابة يجب نصح المريض بعدم حمل أوزان ثقيلة والراحة في السرير. في الحالات الشديدة وبعد نيل المريض راحة كافية قد يجب إجراء علاج فيزيائي لاستعادة القوة والحركة في الساق. يُعتبر انزلاق المشاش الفخذي العلوي حالة إسعافية في العظمية إذ إن الانزلاق الإضافي قد يؤدي إلى انسداد في التروية الدموية ونخرة وعائية (خطورة بنسبة 25%). تتطلب جميع الحالات تقريباً إجراء جراحيًا ينطوي على وضع دبوس أو اثنين في رأس الفخذ لمنع حدوث انزلاق إضافي.  وضع التنصيب الموصي به هو في مركز المشاشة وعموديًا على صفيحة النمو.  تصل نسبة حدوث انزلاق في الفخذ الآخر إلى 20% في غضون 18 شهر من تشخيص الانزلاق الأول ما قد يتطلب تثبيت العظم الآخر أيضاً.
تشمل خطورة إرجاع هذا الكسر توقف التدفق الدموي إلى العظم. لقد تبين في الماضي أن محاولات تصحيح الانزلاق من خلال إرجاع الرأس إلى وضعيته الصحيحة قد تؤدي إلى تموت العظم لذا عادةً ما يتم تثبيت رأس عظم الفخذ على حالته. يتم إجراء شق صغير في الجانب الخارجي من الفخذ العلوي ويتم وضع المسامير المعدنية من خلال عنق الفخذ وفي رأس عظم الفخذ ويتم تغطية الجرح بضماد.

## الوبائيات
يصيب انزلاق مشاش رأس الفخذ حوالي 1-10 أطفال من أصل 100 ألف طفل. تختلف الإصابة باختلاف الموقع الجغرافي وموسم السنة والعرق. يبلغ معدل الإصابة في شرق اليابان 0.2 لكل 100 ألف وفي الشمال الشرقي للولايات المتحدة حوالي 10 لكل 100 ألف. كما أن معدلات الإصابة أعلى لدى الأفارقة والبولينيزيين.
يعد انزلاق مشاش رأس الفخذ أكثر شيوعاً لدى المراهقين الذين تتراوح أعمارهم بين 11 و15 عام. كما يصيب الذكور أكثر من الإناث (نسبة إصابة الذكور ضعف نسبة إصابة الإناث) وتزداد خطورة الإصابة في حال وجود بدانة وفقدان الوزن قد يقلل منها. تشمل عوامل الخطر الأخرى: القصة العائلية واضطرابات الغدد الصم والعلاج الإشعاعي أو الكيميائي بالإضافة إلى الصدمات النفسية الخفيفة.
غالباً ما يتأثر الورك الأيسر أكثر من الأيمن وأكثر من نصف الحالات قد تكون ثنائية الجانب.